# برابکه
برابکه (به آلمانی: Brabecke) یک منطقهٔ مسکونی در آلمان است که در اشمالنبرگ واقع شده‌است. برابکه ۱۹۹ نفر جمعیت دارد.